# Sovrani di Jugoslavia

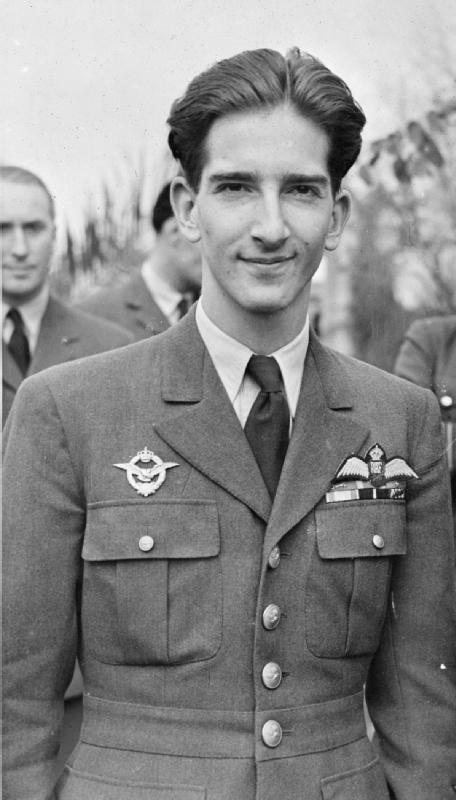
Pietro II, ultimo sovrano jugoslavo.

I Sovrani di Jugoslavia è l'elenco dei monarchi che governarono il Regno dei Serbi, Croati e Sloveni, creato nel 1918 sotto Pietro I, e la Jugoslavia che fu proclamata nel 1929 da Alessandro II. La monarchia jugoslava venne abolita con la fine della Seconda guerra mondiale e la nascita della repubblica.

## Karađorđević (1918-1945)

### Re dei Serbi, Croati e Sloveni (1918 - 1929)
Con la fine della Prima guerra mondiale e la conseguente dissoluzione dell'Impero austro-ungarico, alcuni politici di origine slovena, croata e serba diedero vita il 29 ottobre 1918 allo Stato degli Sloveni, Croati e Serbi, che comprendeva la Croazia-Slavonia, la Bosnia ed Erzegovina, l'entroterra sloveno, la penisola dell'Istria, parte della Venezia Giulia e la Dalmazia. Poco tempo dopo, il 25 novembre dello stesso anno, il Consiglio nazionale si rivolse alla Serbia la quale avrebbe dovuto aiutare il nuovo stato, in cui vigeva una grande anarchia e disordine; così lo stesso giorno fu proclamato il Consiglio Nazionale deliberò l'unione dello stato con il Regno di Serbia. Il giorno dopo invece fu la volta del Regno del Montenegro con la concezione del re Nicola I. Il 1 dicembre 1918 Alessandro Karađorđević, principe ereditario e reggente di Serbia, dichiarò la nascita del Regno dei Serbi, Croati e Sloveni, comprendente gli stati attuali di Slovenia, Croazia, Bosnia ed Erzegovina, Montenegro, Serbia e Macedonia del Nord, tutti posti sotto la corona di Pietro I di Serbia.
| Nome         | Ritratto | Data di nascita  | Regno           | Regno          | Matrimoni Discendenza                | Note                                            |
| Nome         | Ritratto | Data di nascita  | Inizio          | Fine           | Matrimoni Discendenza                | Note                                            |
| ------------ | -------- | ---------------- | --------------- | -------------- | ------------------------------------ | ----------------------------------------------- |
| Pietro I     |          | 29 giugno 1844   | 1 dicembre 1918 | 16 agosto 1921 | Zorka del Montenegro con discendenza | Re di Serbia dal 1903 al 1918                   |
| Alessandro I |          | 16 dicembre 1888 | 16 agosto 1921  | 6 gennaio 1929 | Maria di Romania con discendenza     | Ultimo sovrani, proclamò il Regno di Jugoslavia |

### Re di Jugoslavia (1929 - 1945)
Nel 1921 Pietro I morì e il figlio Alessandro gli successe al trono; alla fine degli anni 1920s il paese soffrì una forte crisi istituzionale che terminò il 6 gennaio 1929, quando il Re instaurò una dittatura personale, revocando la Costituzione e avocando a sé tutti i poteri. Vedendo falliti i concetti di "tre Popoli in un solo Stato" e "uno Stato con tre nomi", che esaltavano le differenze tra le culture che formavano la nazione, il 3 ottobre 1929, cambiò il nome ufficiale del Paese in Regno di Jugoslavia e intraprese una serie di riforme per cancellare ogni separazione. Nel 1934 Alessandro I fu assassinato a Marsiglia da un rivoluzionario macedone, a succedergli fu il primogenito Pietro II il quale avendo undici anni, fu affiancato da un consiglio di Reggenza guidato dal primo cugino del padre, il principe Paolo. Il Principe reggente cercò di avvicinare il paese alla Germania nazista, tanto che aderì nel 1941 al Patto tripartito, poiché aveva paura che in caso d'invasione tedesca la Gran Bretagna non sarebbe riuscita ad aiutare la Jugoslavia. Nello stesso anno Pietro II raggiunse la maggiore età, subito dopo partecipò ad un colpo di stato che aveva come scopo di uscire dall'Asse, e così fu. Dopo ciò, Germania, Italia, Ungheria e Bulgaria invasero la Jugoslavia, conquistandola in una settimana; il territorio venne spartito fra le nazioni e furono creati due stati fantocci, quello di Croazia e Serbia. Nel novembre 1945 l'Assemblea costituente depose il sovrano e abolì la monarchia, creando la Repubblica Socialista Federale di Jugoslavia, con a capo il Generale Tito.
| Nome         | Ritratto | Data di nascita  | Regno          | Regno            | Matrimoni Discendenza                | Note                                                              |
| Nome         | Ritratto | Data di nascita  | Inizio         | Fine             | Matrimoni Discendenza                | Note                                                              |
| ------------ | -------- | ---------------- | -------------- | ---------------- | ------------------------------------ | ----------------------------------------------------------------- |
| Alessandro I |          | 16 dicembre 1888 | 6 gennaio 1929 | 9 ottobre 1934   | Maria di Romania con discendenza     | Fu il primo re di Jugoslavia, morì assassinato a Marsiglia        |
| Pietro II    |          | 6 settembre 1923 | 9 ottobre 1934 | 29 novembre 1945 | Alessandra di Grecia con discendenza | Fu l'ultimo sovrano jugoslavo, deposto dall'assemblea costituente |

### Reggente di Jugoslavia (1934 - 1941)
| Nome  | Ritratto | Data di nascita | Regno          | Regno         | Matrimoni Discendenza          | Note                                                       |
| Nome  | Ritratto | Data di nascita | Inizio         | Fine          | Matrimoni Discendenza          | Note                                                       |
| ----- | -------- | --------------- | -------------- | ------------- | ------------------------------ | ---------------------------------------------------------- |
| Paolo |          | 27 aprile 1893  | 9 ottobre 1934 | 27 marzo 1941 | Olga di Grecia con discendenza | Con la morte di Alessandro, assunse la reggenza per Pietro |

## Insegne reali

### Stendardo reali

Stendardo del Re di Jugoslavia (1937 - 1941)
Stendardo del Principe Reggente (1937 - 1941)

### Monogrammi reali

Pietro I (1918 - 1921)
Alessandro I                      (1921 - 1934)
Pietro II (1934 - 1945)

## Voci collaterali
- Regno di Jugoslavia
- Serbia nella Prima guerra mondiale
- Pietro I di Serbia
- Sovrani di Serbia
- Jugoslavia
- Generale Tito